# Nežilovo
Nežilovo (mazedonisch Нежилово) ist ein Dorf im zentralen Teil der Republik Nordmazedonien. Es gehört zur Gemeinde Čaška und hat laut der letzten Volkszählung 2002 63 Einwohner, welche allesamt Mazedonier sind. Die nächstgelegene Großstadt ist Veles.

## Geographie
Nežilovo liegt im zentralen Teil von Nordmazedonien. Die nächstgelegene Stadt ist Veles, das etwa 50 km weit entfernt liegt. Das Dorf befindet sich im nördlichen Teil der historischen Landschaft Azot, welche auch Babunija genannt wird, angelehnt an den Fluss Babuna. Die südlichen Nachbardörfer von Nežilovo sind Papradište, Kapinovo und Crešnevo, nördlich erhebt sich allmählich das Bergmassiv Solunska Glava.

## Geschichte

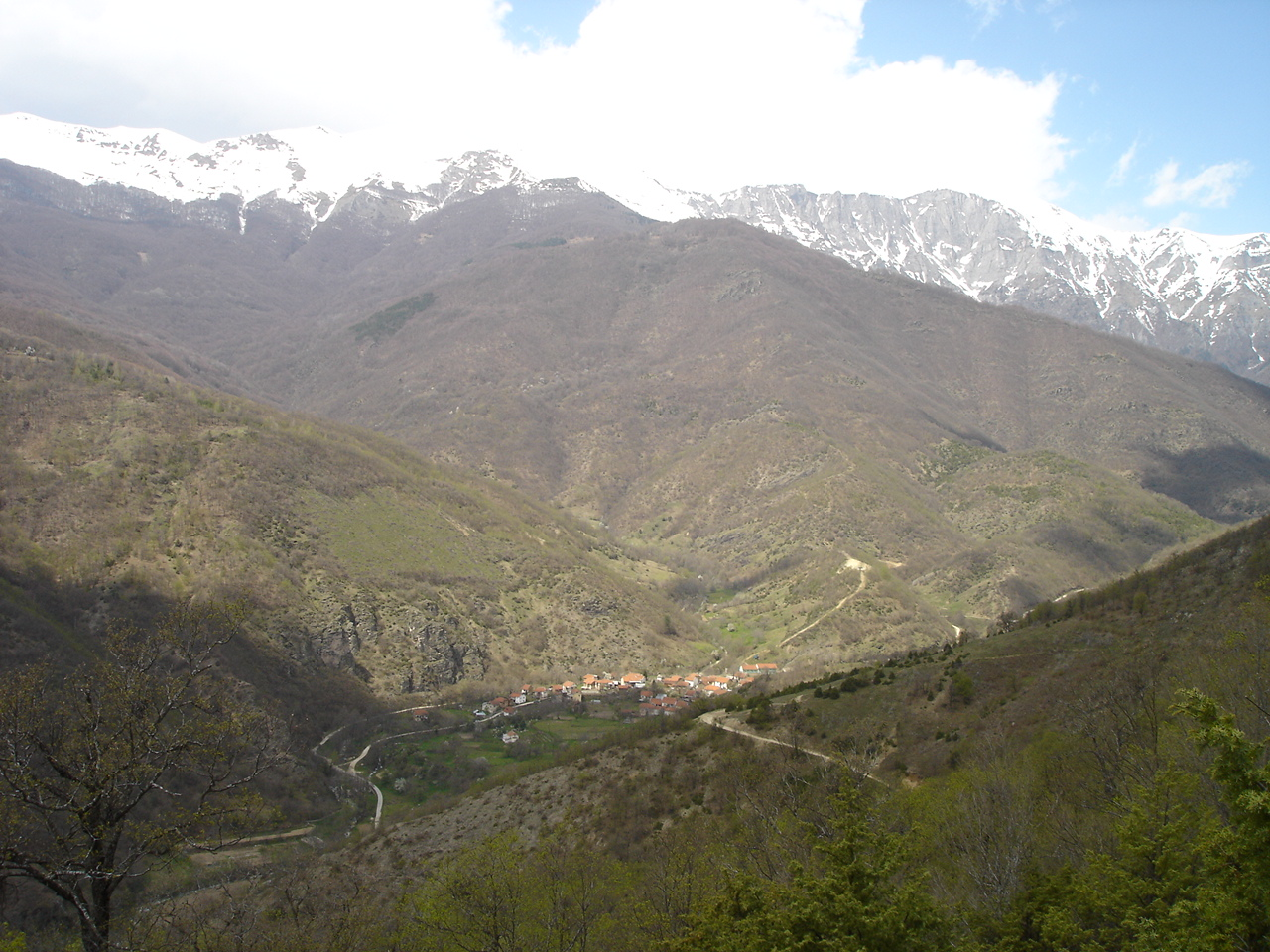
Blick auf Nežilovo und dem Jakupica-Gebirge

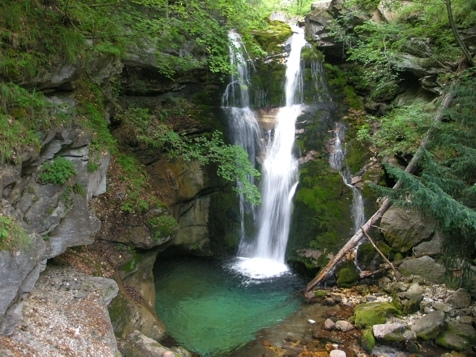
Blick auf den Babuna-Wasserfall

Der Ortsname Nežilovo leitet sich aus dem slawischen Namen Nežil, welcher der Kosename von Negoslaw bzw. Negomir ist, mitsamt dem Possessivsuffix -ovo ab. Dieser Name existierte bereits in osmanischen Volkszählungen zwischen dem 15. und 16. Jahrhundert in Makedonien.
In der Statistik des Ethnographen Wasil Kantschow zählte Nežilovo Ende des 19. Jahrhunderts 470 Einwohner, welche allesamt als christliche Bulgaren klassifiziert wurden.
Laut einem Geheimbericht des bulgarischen Konsulats in Skopje im Jahre 1895 deklarierten sich 30 der 68 Häuser des Dorfes als serbophil. Laut dem Metropolit Polikarp von Debar und Veles existierten in Nežilovo 32 serbische Familien.
Nach den Statistiken des Sekretärs des bulgarischen Exarchats Dimitar Mischew ("La Macedoine et sa Population Chrétienne") im Jahr 1905 lebten in Nežilovo 304 bulgarische Exarchisten und 240 serbophile Patriarchisten. Nach der Jungtürkischen Revolution kehrten die serbophilen Bewohner zurück zum bulgarischen Exarchat.
Die Region Azot wurde nach 1900 Schauplatz blutiger Kämpfe und Scharmützel zwischen den bulgarischen Komitadschi der Inneren Makedonisch-Adrianopeler Revolutionären Organisation (WMORO) und den serbischen Tschetniks, welche sich teilweise erfolgreich in der Region eingenistet haben. Am 15. Oktober 1905 fand ein Scharmützel bei Nežilovo statt, bei dem bulgarische Komitadschi angeführt von Pantscho Konstantinow auf die Gruppe des serbischen Wojwoden Gligor Sokolović stießen. Bei dem Scharmützel verloren 7 Tschetniks und ein osmanischer Soldat, der intervenieren wollte, ihr Leben.
Im Zuge des Balkankrieges meldeten sich 5 Dorfbewohner freiwillig der Makedonisch-Adrianopeler Landwehr, ein Freiwilligenverband der bulgarischen Armee.
1927 führte der deutsche Forscher Leonhard Schultze Nežilovo auf seiner Karte Mazedoniens auf und ordnete es als ein kürzlich serbisiertes Dorf ein. Auf der ethnischen Karte von Nordwestmazedonien im Jahr 1929 markierte der russische Sprachwissenschaftler Afanasij Selischtschew Nežilovo als ein bulgarisches Dorf.

## Sehenswürdigkeiten
Die wichtigsten Sehenswürdigkeiten sind der Babuna-Wasserfall nahe dem Dorf, sowie das Fischrestaurant Nežilovo, welches auch Übernachtungsmöglichkeiten bietet. Zudem bestehen nahe Nežilovo Schutzhütten, von wo aus zahlreiche Wanderer und Bergsteiger zur Bergspitze Solunska Glava aufsteigen, dem fünfhöchstem Berg Nordmazedoniens. Die im Dorf existierende Kirche Sveti Stefan wurde 1887 erbaut.
Im Jahre 1996 wurde nahe dem Dorf ein selten vorkommendes Mineral entdeckt, welches den Namen Nežilovit trägt.